# Artaxias I van Iberië
Artaxias, van de Artaxiden dynastie, was koning van Iberië (huidige Georgië) van 90 tot 78 v.Chr..
Hij was een zoon van de Armeense koning Artavasdes I van Armenië. Hij was getrouwd met een Parnavazische prinses, tijdens een opstand van de edelen werd zijn vader gevraagd om hulp en werd Artaxias benoemd tot koning van Iberië.